# ويليام ولز (سياسي نيوزلندي)
ويليام ولز (بالإنجليزية: William Wells)‏ هو سياسي نيوزلندي، ولد في 1810، وتوفي في 21 يناير 1893. انتخب عضو مجلس النواب النيوزيلندي.